# Tilodon
Tilodon is een monotypisch geslacht van straalvinnige vissen uit de familie van loodsbaarzen (Kyphosidae).

## Soort
- Tilodon sexfasciatus (Richardson, 1842)